# Нехалим
Нехалим (ивр. נחלים‎) — мошав, расположенный в центральной части Израиля, в четырёх километрах к востоку от города Петах-Тиква. Административно относится к региональному совету Хевель Модиин.

## История
Мошав был создан членами организации «Иргун Иерушалаим». Они начали обучаться сельскому хозяйству в 1938 году в деревне «Менахемия». В 1944 году они переехали на территорию «Галилейского выступа» и поселились в районе, который сегодня называется Ха-Гошрим, который был так назван в честь близлежащего ручьи в пойме реки Иордан. В результате арабо-израильской войны 1948 года, религиозные жители решили покинуть поселок и переехать в заброшенную деревню «Вильгельма». Новый мошав был основан в 1952 году на 25 дунамах земли.

## Население
По данным Центрального статистического бюро Израиля, население на начало 2020 года составляло 632 человека.